# No Mythologies to Follow
No Mythologies to Follow – debiutancki album duńskiej wokalistki i autorki tekstów MØ, wydany 7 marca 2014 roku przez Chess Club Records oraz RCA Victor. Album zebrał wiele pozytywnych recenzji od krytyków muzycznych. Na portalu recenzenckim Metacritic album otrzymał ocenę 76 na 100, co oznacza, że zebrał generalnie korzystne recenzje. No Mythologies to Follow zadebiutował na 58. miejscu na UK Album Chart, sprzedając się w ilości 1 438 kopii w pierwszym tygodniu sprzedaży.

## Wydanie
W wywiadzie dla magazynu Interview, MØ powiedziała: „Napisałam wszystkie piosenki, a ja sama jestem przywiązana do każdej z nich. One współpracują razem, a ja czuję, jakby opowiadały historię. Jeżeli miałabym wybrać jednego reprezentanta albumu, to byłby to utwór Pilgrim, który jest prosty i mocny w przekazie. Produkcyjnie i mądry, i liryczny, bardzo minimalistyczny, ale jest w nim głębia.” Tematem albumu jest młodość, niedoświadczenie oraz zagubienie w zwariowanym świecie, w którym żyjemy. Dalej mówiąc o albumie, MØ dodała: „Kiedy jesteśmy młodzi, spotykamy się z dużą presją, by dorównać ideałom, ale jest to niemożliwe. To trudne, by znaleźć swoją własną drogę. To jest właśnie temat albumu: młodość i szukanie.” Jeden z utworów z No Mythologies to Follow, Pilgrim został użyty we włoskiej wersji reklamy Acqua di Gioia. Zauważono, że piosenka chce pokazać krzyk społeczeństwa i przenieść słuchającego w prywatne miejsce, gdzie będzie tym, kim chce być. MØ nagrała wokale w swojej sypialni z dzieciństwa.

## Lista utworów
Edycja standardowa
| No.                | Tytuł                     | Kompozytorzy                     | Długość |
| ------------------ | ------------------------- | -------------------------------- | ------- |
| 1.                 | Fire Rides                | MØ, Ronni Vindahl                | 3:27    |
| 2.                 | Maiden                    | MØ, Ronni Vindahl                | 3:45    |
| 3.                 | Never Wanna Know          | MØ, Ronni Vindahl                | 4:13    |
| 4.                 | Red in the Grey           | MØ, Ronni Vindahl                | 3:46    |
| 5.                 | Pilgrim                   | MØ, Ronni Vindahl                | 3:52    |
| 6.                 | Don't Wanna Dance         | MØ, Ronni Vindahl, James Dring   | 3:15    |
| 7.                 | Waste of Time             | MØ, Ronni Vindahl                | 3:35    |
| 8.                 | Dust Is Gone              | MØ, Ronni Vindahl                | 3:49    |
| 9.                 | XXX 88 (gościnnie: Diplo) | Diplo, MØ, Ronni Vindahl         | 3:41    |
| 10.                | Walk This Way             | MØ, Ronni Vindahl                | 3:42    |
| 11.                | Slow Love                 | MØ, Ronni Vindahl                | 3:37    |
| 12.                | Glass                     | MØ, Ronni Vindahl, August Fenger | 3:16    |
| Długość całkowita: | Długość całkowita:        | Długość całkowita:               | 43:59   |

Utwory bonusowe w edycji deluxe
| No.                | Tytuł                        | Kompozytorzy         | Długość |
| ------------------ | ---------------------------- | -------------------- | ------- |
| 13.                | No Mythologies to Follow     | MØ, Ronni Vindahl    | 3:42    |
| 14.                | Dummy Head                   | MØ, Ronni Vindahl    | 3:29    |
| 15.                | The Sea                      | MØ, Ronni Vindahl    | 3:39    |
| 16.                | Gone and Found               | MØ, Ronni Vindahl    | 4:56    |
| 17.                | Fire Rides (Night Version)   | MØ                   | 3:28    |
| 18.                | Dust Is Gone (Night Version) | MØ                   | 4:15    |
| 19.                | Slow Love (Night Version)    | MØ                   | 4:14    |
| 20.                | The Sea (Night Version)      | MØ                   | 3:54    |
| 21.                | Album Track by Track         | Album Track by Track | 19:40   |
| Długość całkowita: | Długość całkowita:           | Długość całkowita:   | 94:50   |

Utwór bonusowy na Deezer
| No.                | Tytuł                   | Kompozytorzy       | Długość |
| ------------------ | ----------------------- | ------------------ | ------- |
| 21.                | Pilgrim (Night Version) | MØ                 | 2:55    |
| Długość całkowita: | Długość całkowita:      | Długość całkowita: | 78:05   |

Utwory bonusowe w reedycji cyfrowej
| No.                | Tytuł                 | Kompozytorzy                                                                | Długość |
| ------------------ | --------------------- | --------------------------------------------------------------------------- | ------- |
| 21.                | Pilgrim (MS MR Remix) | MØ                                                                          | 2:53    |
| 22.                | Say You'll Be There   | Spice Girls, Jonathan Buck, Eliot Kennedy, MØ, Ronni Vindahl, August Fenger | 3:52    |
| 23.                | Album Track by Track  | Album Track by Track                                                        | 19:40   |
| Długość całkowita: | Długość całkowita:    | Długość całkowita:                                                          | 101:35  |